# Kabunan (Taman)
Kabunan is een bestuurslaag in het regentschap Pemalang van de provincie Midden-Java, Indonesië. Kabunan telt 10.357 inwoners (volkstelling 2010).